# 御首神社
御首神社（みくびじんじゃ）とは、岐阜県大垣市荒尾町にある神社である。旧社格は村社。

## 祭神
平将門公の御神霊
相殿には、南宮神社（金山彦命）、西宮神社（蛭子命）が祀られている。

## 歴史
伝承によれば、今から約千年前桓武天皇第六代皇胤平将門は、時の朝廷の政策に憤りを覚え乱（承平天慶の乱）を起こした。しかし藤原秀郷・平貞盛等に鎮められ、平将門は捕えられ首を討たれた。その首は京都に送られさらし首となったが、故郷恋しさのあまり獄門を抜け出し関東へ戻ろうと飛び立った。
この異変を知り、美濃国南宮大社では、平将門の首が関東に戻ることにより再び乱の起こることを恐れ祈願したところ、神社に座す隼人神が矢をつがへ東に飛びゆく平将門の首を射落とした（その時、隼人神の射た神矢が飛んでいった道筋を矢の通った道であるとして、現在の大垣市矢道町がある）。
この首が落ちた荒尾の地に平将門を神として崇め祀ることによって再びその首が、関東に戻らぬようその怒りを鎮め霊を慰めるために創建されたと言われる（ただし創建年は不明）。
このような謂れから、古来より首から上の病気平癒に御利益があるとされ、近年においては学業成就・合格祈願などにも御利益があるといわれている。当社は古来より首上の諸祈願に霊験あらたかとされてきた。
その昔は特に、耳の病に良いと言われており、全快した際には「穴の開いた石」を奉納して御礼参りをする風習があった。
中には、全快を願い奉納する者や、耳の病気にならないようにと奉納する者も多かった。
今では、その風習もなくなり、御礼参りの御祈祷や御礼に絵馬を書いて奉納するようになっている。
2011年（平成23年）12月に、大垣市景観遺産（歴史文化遺産）に指定された。

## 境内社
- 鍬山神社（豊受大神）
- 神明神社（天照大神）
- 末廣稲荷神社（宇迦之御魂神）

## 主な年中行事
- 1月：元旦祭、左義長
- 2月：浄火祭、祈年祭
- 4月：例大祭
- 8月：夏越大祓
- 11月：崇敬会大祭、新嘗祭
- 12月：年越大祓

## 交通アクセス
- 最寄り駅：JR東海道本線（美濃赤坂線）荒尾駅下車、徒歩ですぐ。
- 名阪近鉄バス：「御首神社前」バス停、南へ徒歩で約3分。
- 東海環状自動車道：大垣西インターチェンジから大垣市街方面に向かい、「熊野町」交差点を左折。
- 駐車場：数十台分有り。